# Charleston, Južna Karolina
Charleston je grad u američkoj saveznoj državi Južna Karolina, u okrugu Charleston i Berkeley, drugi najveći grad u Južnoj Karolini. 

## Povijest
Grad je osnovan pod imenom Charlestown ili Charles Towne 1670. godine.
1690. godine Charleston je imao 1200 stanovnika i bio je peti najveći grad u Sjevernoj Americi,  i ostao među deset najvećih gradova u SAD-u prema popisu stanovništva iz 1840. godine.
Charleston je u Americi poznati kao i sveti grad s obzirom na brojne crkve, a crkveni tornjevi dominiraju panoramom grada. U prošlosti je bio tolerantan grad prema religijama s obzirom na to da je jedan od rijetkih gradova od originalnih trinaest kolonija koji je dopustio život u gradu francuskim protestantima Hugenotima, i to je trenutno jedini grad u SAD-u koji ima hugenotsku crkvu. Charleston je i jedan od prvih kolonijonalnih gradova koji je dopustio prakticiranje vjere Židovima. 
Grad je pogodio potres 1886. godine, kada su mnoge povijesne zgrade srušene, te je mnogo stanovnika poginula, ali se broj stanovnika u četiri godine obnovio, također grad je bio razrušen u američkome građanskom ratu danas se grad gleda kao sjevernoamerički arhitektonski biser, s mnogo objekata iz 19. stoljeća koji su dobro sačuvani.

## Demografija
Po popisu stanovništva iz 2000. godine u grad je živjelo 96.650 stanovnika 	
, dok je prosječna gustoća naseljenosti 829 stan./km2.
Prema rasnoj podjeli u naselju živi najviše bijelaca 60.964 (63,1%), afroamerikanaca ima 32.864 (34%).

## Zanimljivosti
Grad je ime dobio po izvedenici imena kralja Karla II., kralja Engleske (eng.: Charles II of England)
Jedan od nadimaka Charlestona je i "The Holy City" ("Sveti grad"), nadimci grada su i "Carolopolis" (latinski), "Chucktown" i "The Palmetto City" ("Grad palmi").
Moto grada je:  "Aedes Mores Juraque Curat (She cares for her temples, customs, and rights") ("Briga za crkve, običaje i prava")

## Poznate osobe
- Melanie Thornton američko-njemačka pop pjevačica koja je slavu stekla u Njemačkoj.

## Gradovi prijatelji
- Savannah, SAD
- Spoleto, Italija

## Vanjske poveznice
- Službena stranica grada

### Ostali projekti
|  | Zajednički poslužitelj ima još gradiva o temi Charleston, South Carolina |
|  | Wikizvor ima izvorni tekst Charleston, South Carolina                    |
|  | Wikizvor ima izvorna djela autora: Charleston, South Carolina            |
|  | Wječnik ima rječničku natuknicu Charleston, South Carolina               |
|  | Wikiknjige imaju gradivo o temi Charleston, South Carolina               |
|  | Wikicitati imaju zbirke citata o temi Charleston, South Carolina         |

|  | Zajednički poslužitelj ima još gradiva o temi Charleston, Južna Carolina |